# オキト
オキト（OKITO, 本名：Tobias "Theo" Leendert Bamberg、1875年 - 1963年）は、東洋人のコスチュームで活躍したプロマジシャン。
オランダで長年「奇術一家」として知られた、宮廷奇術師・バンベルク家の出身。幼いころからマジックに親しみ、プロを目指していたが、少年時代に水泳の事故で聴覚をほとんど失うという障害を負った。このためショーでの会話が困難になり、しゃべらなくても良い演出として「英語がわからない東洋人」の格好で活動することを決めたと言われる。よって、芸名のオキト (OKITO) は日本の東京 (TOKIO) を逆さにしたものである。
アメリカ合衆国などで活躍し、関東大震災などで日本の着物が入手し辛くなると中国風の衣装に変えて活動を続けた。
1911年に、コインマジックで用いられる「オキトのコインボックス」という道具を考案した。